# Триберг-им-Шварцвальд
Триберг-им-Шварцвальд (нем. Triberg im Schwarzwald) — город в Германии, в земле Баден-Вюртемберг.
Подчинён административному округу Фрайбург. Входит в состав района Шварцвальд-Бар. Население составляет 4790 человек (на 31 декабря 2010 года). Занимает площадь 33,32 км². Официальный код — 08 3 26 060.
В честь Триберга назван астероид(619) Триберга, открытый в 1906 году.

## Достопримечательности
В районе города протекает река Гутах, которая образует здесь десятиярусный каскад водопадов с общим перепадом высот свыше 160-ти метров. Система трибергских водопадов входит в десятку самых больших водопадов Германии.

## Личности связанные с городом
В городе жил и умер известный российский, советский, немецкий шахматист Ефим Боголюбов. В этом же городе он и похоронен.